# Thompsonirhinus oengaranicus
Thompsonirhinus oengaranicus is een keversoort uit de familie Rhynchitidae. De wetenschappelijke naam van de soort is voor het eerst geldig gepubliceerd in 1940 door Voss.